# Nicolas Augustin Gilbert
Nicolas Augustin Gilbert, francoski zdravnik, * 15. februar 1858, † 4. marec 1927, Pariz, Francija.

## Življenjepis
Rojen je bil v kmečki družini. 15 let prej njegovim rojstvom je njegov oče opustil kmetovanje in postal strojar. Gilbert je imel srečno otroštvo in bil odličen učenec. Leta 1880 je na Univerzi v Parizu diplomiral iz medicine in postal pripravnik v »Hôtel-Dieu«. Bil je učenec Charlesa Josepha Boucharda, Paula Camillea Hippolytea Brouardela, Victorja Charlesa Hanota in Georgesa Hayema.
Po njem se imenuje Gilbertov sindrom.